# Almaaz
Almaaz (aus arabisch الماعز, DMG al-māʿiz ‚Ziege(nbock)‘; auch Al Anz oder Haldus) ist der Name des Sterns ε Aurigae (Epsilon Aurigae) im Sternbild Fuhrmann.

## Übersicht
Almaaz ist ein bedeckungsveränderlicher Stern vom Typ Algol in etwa 3300 Lichtjahren Entfernung. ε Aurigae weist mit rund 27 Jahren (9892 Tage) eine für Bedeckungsveränderliche Sterne sehr große Periode auf. Lange Zeit war Almaaz der Bedeckungsveränderliche mit der längsten Periode, allerdings übertrifft ihn TYC-2505-672-1. Eine Besonderheit des Überriesen der Spektralklasse F0 sind die Art und Dauer der Bedeckung, die auf einen sehr großen Begleiter schließen lassen.

## Erforschung des Systems
Die erste Bedeckung von Almaaz wurde bereits im Jahre 1821 vom deutschen Amateurastronomen J. H. Fritsch beobachtet, womit dieser Stern zu den ersten bedeckungsveränderlichen Sternen gehört, die entdeckt wurden. Die Periodizität der Lichtkurve wurde allerdings erst 1903 von Hans Ludendorff nachgewiesen und untersucht. Die Bedeckungsphase dauert insgesamt recht genau zwei Jahre, das Minimum zwischen dem so genannten zweiten und dritten Kontakt dauert etwa 330 Tage. Die letzte Bedeckung begann 2009 und dauerte bis 2011 an.

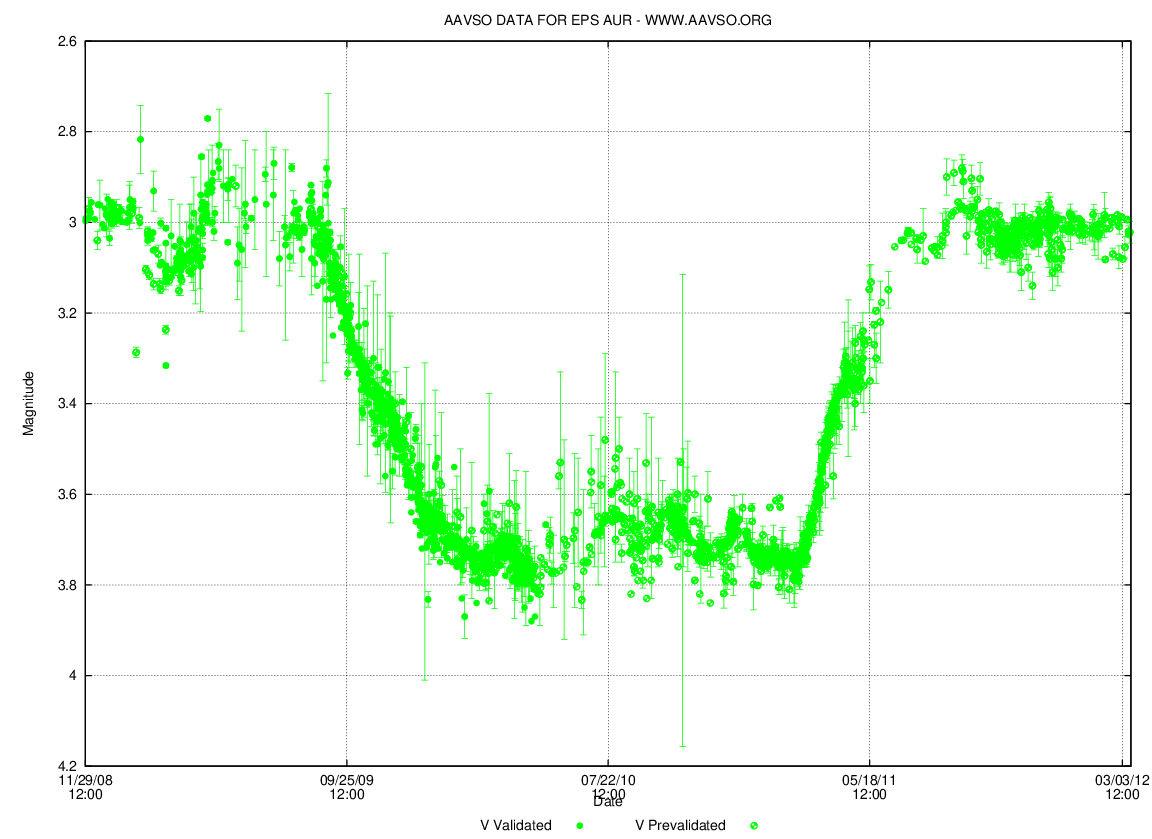
Lichtkurve von Almaaz während der letzten Bedeckung in den Jahren 2009–2011 (AAVSO)

Über die Natur der sekundären Komponente war lange wenig bekannt da man sie nicht beobachten konnte. Sie war lediglich die Erklärung für die periodische Verdunkelung der Hauptkomponente. Man vermutete allerdings, dass es sich um ein Doppelsternsystem in einer Dunkelwolke handelt. Durch direkte Beobachtung des Verlaufs der Bedeckung 2009 konnte nachgewiesen werden, dass eine dunkle Staubscheibe, die einen kleinen, nicht sichtbaren Stern umgibt, vor Epsilon Aurigae vorüberzieht. Dies gelang mit Hilfe des Michigan Infra-Red Combiner (MIRC), einem Interferometer, welches das Licht von vier einzelnen Teleskopen des CHARA-Arrays der Georgia State University kombiniert.

### Masse der Sterne
Frühere Studien gingen von einer sehr massereichen Hauptkomponenten mit 15 M☉ oder mehr aus, spätere Studien schlugen als Alternative ein Modell mit deutlich masseärmeren Komponenten vor. Dank Beobachtung mit dem Astrometriesatelliten Gaia lässt sich die Entfernung des Systems deutlich enger eingrenzen als zuvor. Basierend auf der nun favorisierten Entfernung von etwa 1300 Lichtjahren, scheint das masseärmere Modell bevorzugt zu sein. Demnach hat die Hauptkomponente eine Masse von lediglich 2,2 M☉, während die dunklere Sekundärkomponente 5,9 M☉ hätte und damit massereicher wäre. Es sind jedoch wohl weitere Messungen nötig, bis das System vollständig verstanden ist.